# 544 Єтта
544 Єтта (544 Jetta) — астероїд головного поясу, відкритий 11 вересня 1904 року Паулєм Ґьотцом у Гейдельберзі.